# Alchemy: Dire Straits Live
| Recensione | Giudizio |
| ---------- | -------- |
| AllMusic   |          |

Alchemy: Dire Straits Live è un doppio album dal vivo del gruppo rock britannico Dire Straits, edito nel 1984 dalla Vertigo Records a livello internazionale, dalla Warner Bros. Records negli Stati Uniti e dalla PolyGram Video come pubblicazione audiovisiva.
L'opera documenta il concerto conclusivo della tournée Dire Straits 1982/3, tenuto il 23 luglio 1983 al teatro Hammersmith Odeon di Londra. Nell'album figurano alcuni dei brani più rappresentativi nel repertorio della formazione, riproposti con arrangiamenti rinnovati che offrono spazi più ampi per i fraseggi e gli assolo chitarristici del frontman Mark Knopfler, richiedendo al contempo un coinvolgimento notevole da parte degli altri musicisti.
Diversamente dalla maggioranza dei dischi dal vivo, Alchemy: Dire Straits Live fu dato alle stampe senza ritocchi in studio né sovraincisioni di alcun genere, in modo tale da salvaguardare la naturalezza della registrazione, tipica dei bootleg. Il filmato dell'esibizione, già distribuito in VHS, Betamax e LaserDisc, fu pubblicato il 10 maggio 2010 in versione restaurata e rimasterizzata nei formati DVD e Blu-ray.
La copertina riproduce l'adattamento di un particolare del dipinto Alchemy 1974 dell'artista australiano Brett Whiteley, che inoltre rielaborò un pannello della sua opera utilizzando un collage con i volti dei membri del gruppo: l'immagine è stata adottata per la controcopertina.

## L'opera
Facendo riferimento all'ordine cronologico di pubblicazione, Alchemy: Dire Straits Live è il primo album dal vivo nella discografia del gruppo; l'opera si articola su due dischi tanto nella versione in vinile quanto nell'edizione stampata su compact disc. Il lavoro – edito anche come video nei formati Betamax, VHS e Laserdisc – fu distribuito il 16 marzo 1984, a un anno e mezzo di distanza dalla quarta prova discografica della band, Love over Gold, che aveva incontrato il favore della critica segnalandosi inoltre come il primo LP dei Dire Straits a raggiungere la vetta della classifica britannica.
L'album dal vivo, che ha riscosso il plauso degli appassionati, raccoglie un'ampia selezione del concerto che Mark Knopfler e compagni tennero al teatro Hammersmith Odeon di Londra il 23 luglio 1983, in conclusione della tournée Dire Straits 1982/3; come testimoniato da diverse fonti e dalle registrazioni amatoriali degli spettacoli interessati, la porzione finale del brano Solid Rock è l'unica parte tratta dall'esibizione che aveva avuto luogo la sera precedente. In vista della realizzazione di Alchemy, entrambi i concerti furono filmati da una troupe cinematografica coordinata dal regista Peter Sinclair, mentre il tecnico del suono Mick McKenna provvide all'incisione avvalendosi del Rolling Stones Mobile Studio, progettato per l'omonimo gruppo rock.

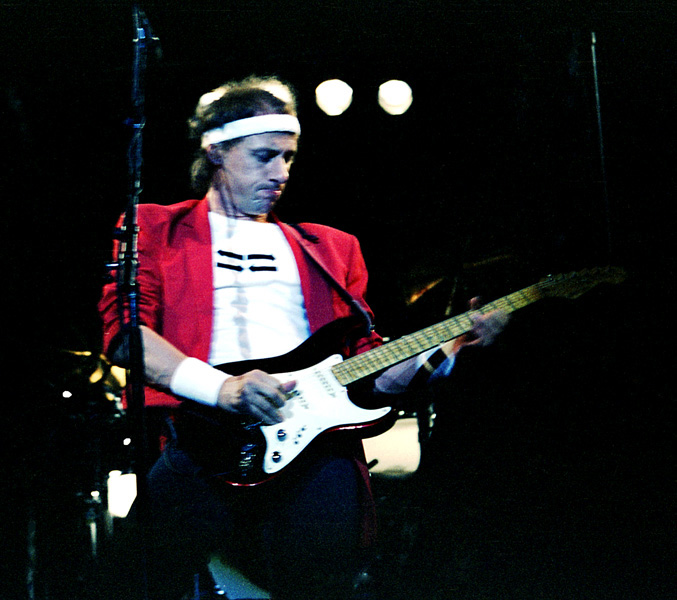
Mark Knopfler in concerto con i Dire Straits nel luglio del 1983

L'opera si distingue per la totale assenza di correzioni successive e di sovraincisioni di qualsiasi genere. In fase di post-produzione fu infatti mantenuta con assoluta fedeltà la registrazione del segnale in uscita dal mixer, compresi suoni indesiderati e ronzii provenienti dagli amplificatori: il risultato è una pubblicazione ufficiale dal sapore di un bootleg.
La preparazione dell'album, svolta sotto la supervisione di Mark Knopfler in qualità di produttore artistico, ebbe luogo nel novembre del 1983 presso gli Associated Independent Recording Studios di Londra: quando i nastri furono sottoposti all'attenzione di Knopfler, egli in un primo momento si rifiutò di ascoltarli, in quanto era ancora provato dalle fatiche del tour ed era concentrato su altri progetti; successivamente, senza comunque esaminare le incisioni, il chitarrista decise di dare alle stampe la registrazione del 23 luglio, ricordandosi che il secondo dei due spettacoli era stato a suo giudizio migliore del precedente. Dal momento che era stato stabilito di pubblicare l'opera senza sovraincisioni né ritocchi, la post-produzione fu condotta a termine in breve tempo.
Mark Knopfler ebbe modo di soffermarsi sulla genesi e sulla lavorazione di Alchemy: Dire Straits Live in occasione di un'intervista del 1984:

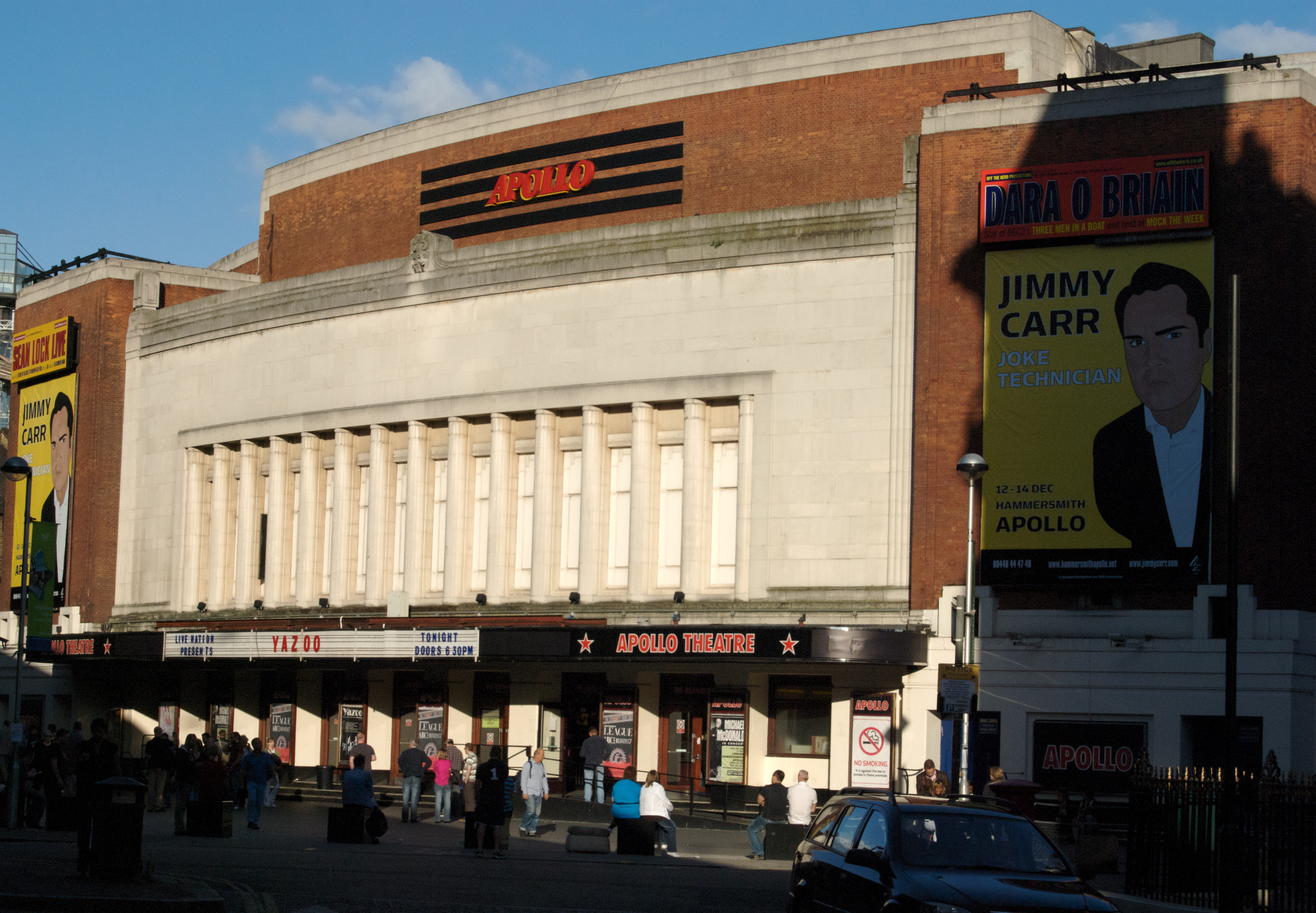
La facciata del teatro Hammersmith Odeon di Londra

Fra le undici tracce dell'album si annoverano le interpretazioni dal vivo di Two Young Lovers e Going Home: Theme from Local Hero, due brani che non figurano in alcuno dei quattro LP precedenti del gruppo: la prima delle due canzoni è un pezzo rock and roll tratto dall'EP ExtendedancEPlay, edito quando la tournée era già in corso, mentre l'altra – una composizione interamente strumentale – è il tema della colonna sonora firmata da Knopfler per il film Local Hero di Bill Forsyth. Rispetto all'edizione in compact disc, la versione in vinile di Alchemy presenta inoltre alcune differenze dovute a ragioni di spazio: la performance di Love over Gold – che contestualmente fu pubblicata come singolo – venne omessa, mentre le tracce Expresso Love e Romeo and Juliet furono inserite in ordine inverso; altre canzoni compaiono in forma leggermente accorciata. I brani Industrial Disease, Twisting by the Pool e Portobello Belle, pur essendo stati eseguiti durante il concerto del 23 luglio 1983, non appaiono invece in alcuna edizione dell'opera. Il filmato dell'interpretazione di Love over Gold, escluso da tutte le versioni audiovisive dell'album, fu inserito nell'edizione in DVD dell'antologia Sultans of Swing: The Very Best of Dire Straits (2002).
La versione video dell'opera fu ripubblicata il 10 maggio 2010 nei due differenti formati DVD e Blu-ray: grazie al recupero dei nastri originali, il filmato venne interamente restaurato sotto la direzione del regista britannico Dick Carruthers, mentre il tecnico statunitense Chuck Ainlay – già vincitore di un premio Grammy nel 2006 per la ristampa surround di Brothers in Arms – portò a compimento un nuovo missaggio delle tracce audio. Per l'occasione, Alchemy: Dire Straits Live fu distribuito inoltre come cofanetto in edizione limitata, comprendente il DVD e i due CD già editi nel 1996 nell'ambito della collana «Dire Straits Remastered»; nella medesima circostanza fu predisposta anche una versione MP3 dell'album, da scaricare gratuitamente introducendo il Blu-ray Disc all'interno di un lettore compatibile collegato a un personal computer.
Tutte le ristampe audiovisive di Alchemy, oltre all'esibizione del 23 luglio 1983, contengono la riproposizione integrale del documentario Arena, che fu girato fra il 4 e il 7 marzo del 1980 per poi essere trasmesso dalla BBC Two il 22 dicembre dello stesso anno. Il filmato raccoglie un'approfondita intervista con i componenti del gruppo – che all'epoca erano Mark Knopfler, David Knopfler, John Illsley e Pick Withers – nonché alcuni frammenti dei due spettacoli conclusivi del Communiqué Tour, tenuti dai Dire Straits il 20 e il 21 dicembre 1979 presso il Rainbow Theatre di Londra: in particolare vengono proposte le interpretazioni in concerto di Down to the Waterline, Once Upon a Time in the West, Solid Rock, Where Do You Think You're Going?, Les Boys e Sultans of Swing. Il documentario mostra inoltre i quattro musicisti mentre provano due composizioni di Mark Knopfler rimaste inedite, Suicide Towers e Making Movies; un verso tratto dal ritornello di quest'ultimo brano fu successivamente riadattato per la canzone Skateaway e finì per ispirare il titolo del terzo album della band. Tanto il DVD quanto il Blu-ray includono infine altre due esecuzioni dal vivo di Sultans of Swing e Tunnel of Love, registrate dai Dire Straits negli studi televisivi della BBC e messe in onda rispettivamente il 16 maggio 1978 e il 29 novembre 1980 nell'ambito del programma The Old Grey Whistle Test.

## Copertina

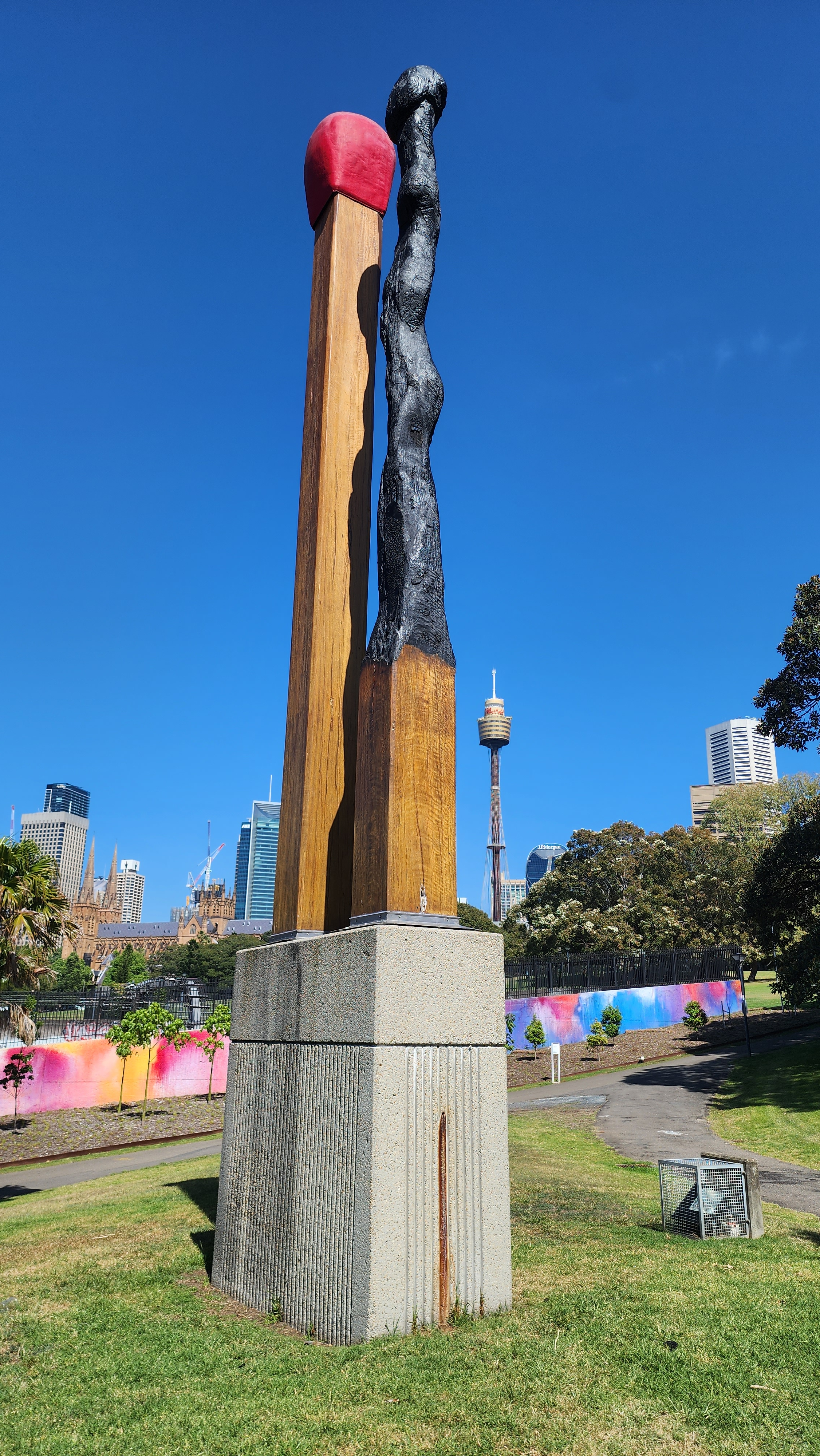
Almost Once, una delle opere scultoree più rappresentative di Brett Whiteley, è collocata nel parco The Domain di Sydney, nei pressi della Art Gallery of New South Wales

L'album reca in copertina un particolare del dipinto Alchemy 1974 dell'artista australiano Brett Whiteley, autorevole esponente dei movimenti di avanguardia e in particolar modo dell'espressionismo astratto; per l'occasione, il pittore rielaborò la sua opera sovrapponendovi il profilo di una chitarra dotata di labbra umane e sorretta da una mano. Per la controcopertina fu prescelta una seconda sezione del dipinto, a cui Whiteley aggiunse i volti dei componenti del gruppo con la tecnica del collage, mentre altri dettagli del quadro – insieme ad alcune fotografie che documentano la tournée Dire Straits 1982/3 – furono riprodotti all'interno del libretto allegato al disco.
Il lavoro originale, cui l'album medesimo deve il proprio titolo, è un dipinto a olio con l'applicazione di materiale vario – tra cui alcune piume d'uccello e parti di un nido – che si snoda su diciotto grandi pannelli lignei di dimensioni complessive pari a 205,8 cm × 1 617 cm × 3,3 cm; l'opera, eseguita fra i primi mesi del 1972 e il gennaio dell'anno successivo, è considerata una delle prove più significative nell'intera produzione artistica del pittore australiano, di cui Mark Knopfler era un estimatore. Oltre a contenere alcuni riferimenti autobiografici, il quadro di Whiteley mette a tema il procedimento alchemico come allegoria dell'elevazione spirituale dell'uomo.
Il dipinto fu acquisito dall'amministrazione pubblica del Nuovo Galles del Sud nel 1994 e si trova esposto a Sydney.

## Accoglienza critica
Alchemy: Dire Straits Live ha ricevuto valutazioni piuttosto divergenti da parte della stampa specializzata.
Nella sua recensione per AllMusic, attribuendo all'album un punteggio di 3 su di un massimo di 5, William Ruhlmann pone l'accento su ciò che a suo dire si delinea come un «interessante contrasto fra la musica, buona parte della quale è lenta e malinconica [...] , e la reazione del pubblico. La folla [...] acclama generosamente, applaude e canta [...]; quando le viene offerta una canzone appena di media velocità [...], va in estasi». Il critico individua gli elementi caratteristici dell'opera nel «canto borbottato di Mark Knopfler» e nel «suo fingerpicking su quella che dà l'impressione di essere una chitarra classica amplificata».
Il giornalista Paul Sexton, collaboratore del Sunday Times e di Billboard, definisce Alchemy come un'«ottima prestazione in concerto», che «coglie la band nel punto perfetto di una traiettoria crescente» e rappresenta «un momento significativo nella storia della musica britannica»; David Nieri di Buscadero, al contrario, afferma che «gli Straits dal vivo non rendono come ci dovremmo aspettare. [...] [Il gruppo] dilata e appesantisce troppo i brani, [...] anche se è innegabile il valore della band, e di Knopfler su tutti». Gene Santoro, nel ripercorrere il primo decennio della carriera dei Dire Straits per il periodico Chitarre, descrive l'album come «un fedele ritratto della band sul palco», elogiando in particolar modo il «buon gusto» e lo «stile individuale» del variegato approccio esecutivo di Knopfler.

## Eredità artistica e popolarità

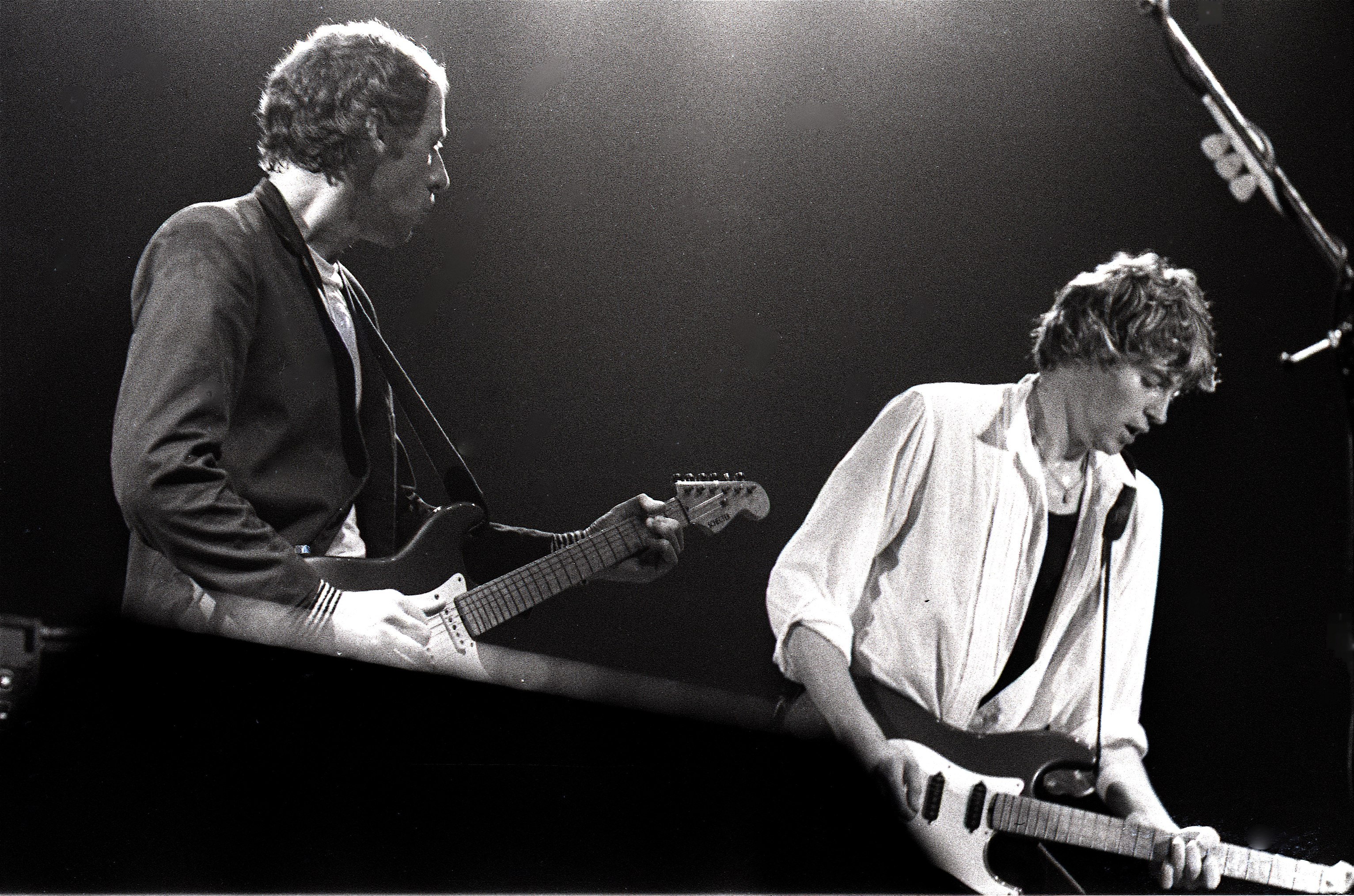
Mark Knopfler e Hal Lindes durante un'esibizione dal vivo del gruppo

Oltre a essersi rapidamente affermato come uno dei lavori più apprezzati da parte degli estimatori della band britannica, Alchemy: Dire Straits Live si annovera fra gli album dal vivo più rappresentativi nell'ambito del rock dei primi anni ottanta e della storia. Il disco contribuì in misura considerevole ad accrescere la notorietà del brano Going Home: Theme from Local Hero, composto da Mark Knopfler nel 1982 per la colonna sonora del film Local Hero e successivamente adottato dai medesimi Dire Straits come pezzo conclusivo dei loro spettacoli: grazie alla pubblicazione dell'album, la canzone ebbe modo di raggiungere un pubblico più ampio, venendo inoltre prescelta come inno non ufficiale del Newcastle United Football Club.
Alchemy conobbe una discreta popolarità su scala internazionale, guadagnando la vetta delle graduatorie di vendita nei Paesi Bassi e ottenendo la terza posizione in Nuova Zelanda, nel Regno Unito e in Svizzera. Nella UK Albums Chart, in particolare, l'album rimase per sette mesi consecutivi – salvo una sola settimana – nei primi quaranta posti, resistendo poi nella «top 100» per oltre tre anni, favorito anche dall'inopinato successo della seguente uscita discografica del gruppo, Brothers in Arms, che fu distribuita nel maggio del 1985. In terra britannica, Alchemy: Dire Straits Live conta nel complesso più di 300 000 copie vendute, il che ha fruttato all'opera la certificazione di «disco di platino». Anche la riedizione in DVD e Blu-ray del 2010 conseguì buoni riscontri di pubblico, raggiungendo la prima posizione nella classifica australiana riservata ai filmati musicali.

## Classifiche

### Album (1984)
| Classifica    | Posizione massima |
| ------------- | ----------------- |
| Austria       | 9                 |
| Canada        | 26                |
| Francia       | 4                 |
| Germania      | 8                 |
| Norvegia      | 7                 |
| Nuova Zelanda | 3                 |
| Paesi Bassi   | 1                 |
| Regno Unito   | 3                 |
| Stati Uniti   | 46                |
| Svezia        | 19                |
| Svizzera      | 3                 |

### Video (2010)
| Classifica        | Posizione massima |
| ----------------- | ----------------- |
| Australia         | 1                 |
| Austria           | 5                 |
| Belgio (Fiandre)  | 2                 |
| Belgio (Vallonia) | 3                 |
| Danimarca         | 3                 |
| Finlandia         | 7                 |
| Italia            | 4                 |
| Nuova Zelanda     | 2                 |
| Paesi Bassi       | 5                 |
| Regno Unito       | 2                 |
| Spagna            | 2                 |

## Contenuti

### Album
La seguente è la lista tracce delle edizioni in compact disc; le altre versioni dell'album omettono il brano Love over Gold.
I testi e le musiche sono opera di Mark Knopfler; la canzone Tunnel of Love è introdotta da un riarrangiamento del tema principale del brano The Carousel Waltz, tratto dal musical Carousel di Richard Rodgers e Oscar Hammerstein II.
Disco 1
1. Once Upon a Time in the West – 13:01
2. Expresso Love – 5:45
3. Romeo and Juliet – 8:17
4. Love over Gold – 3:27
5. Private Investigations – 7:37
6. Sultans of Swing – 10:54

Disco 2
1. Two Young Lovers – 4:49
2. Tunnel of Love (Intro: The Carousel Waltz) – 14:29
3. Telegraph Road – 13:37
4. Solid Rock – 6:01
5. Going Home: Theme from Local Hero – 6:05

### Video
Le riedizioni in DVD e Blu-ray di Alchemy: Dire Straits Live presentano i seguenti contenuti.
Concerto
1. Once Upon a Time in the West
2. Expresso Love
3. Romeo and Juliet
4. Private Investigations
5. Sultans of Swing
6. Two Young Lovers
7. Tunnel of Love (Intro: The Carousel Waltz)
8. Telegraph Road
9. Solid Rock
10. Going Home: Theme from Local Hero

Bonus
1. Tunnel of Love (The Old Grey Whistle Test; BBC Two, 29 novembre 1980)
2. Sultans of Swing (The Old Grey Whistle Test; BBC Two, 16 maggio 1978)
3. Arena: Dire Straits (documentario; BBC Two, 22 dicembre 1980)

## Formazione

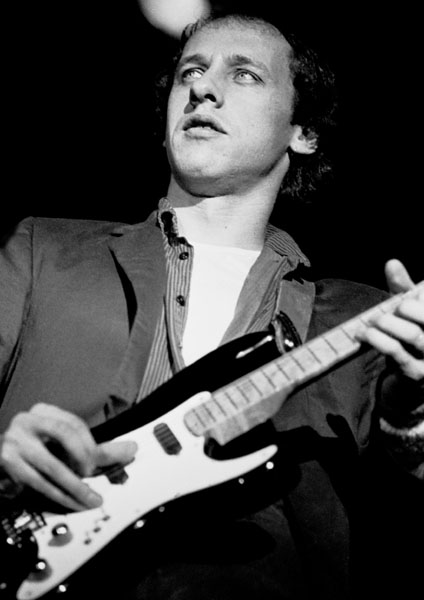
Il chitarrista, cantante e compositore Mark Knopfler

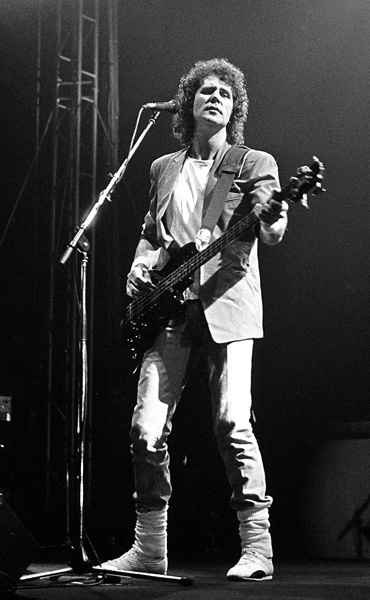
Il bassista John Illsley, uno dei fondatori dei Dire Straits

### Dire Straits
- Mark Knopfler – voce e chitarra
- John Illsley – basso e cori
- Hal Lindes – chitarra e cori
- Alan Clark – pianoforte e tastiere
- Terry Williams – batteria

### Altri musicisti
- Mel Collins – sassofono
- Tommy Mandel – tastiere
- Joop de Korte – percussioni

### Produzione
- Mark Knopfler – produttore artistico
- Mick McKenna – addetto alla registrazione
- Nigel Walker – tecnico del suono
- Jeremy Allom – assistente tecnico
- Peter Sinclair – regista
- Peter Sinclair, Nic Knowland, Chris Morphett, Geoff Baines e Chris Connell – operatori di ripresa
- Peter Goddard – addetto al montaggio
- Mike Cabble, Paul Robinson, Tom Barrett, Richie Hornett, Sonny Sheridan, Henry Stein e Dick Carruthers – addetti al restauro e al montaggio (DVD e Blu-ray)
- Chuck Ainlay – addetto al missaggio (audio di DVD e Blu-ray)
- Mazen Murad – addetto alla rimasterizzazione (audio di DVD e Blu-ray)
- Brett Whiteley – copertina
- C More Tone Studios – grafica
- Matt Read – grafica (edizioni del 2010)

## Edizioni
- 1984 – LP (doppio), Vertigo Records 818 243-1, Europa
- 1984 – LP (doppio), Warner Bros. Records W1-25085, Stati Uniti d'America
- 1984 – CD (doppio), Vertigo Records 818 243-2, Europa
- 1984 – CD (doppio), Warner Bros. Records 9 25085-2, Stati Uniti d'America
- 1984 – VHS, PolyGram Video CFV 00122, Regno Unito
- 1984 – VHS, PolyGram Video 082 741-3, Stati Uniti d'America
- 1984 – LaserDisc, PolyGram Video 040 269-1, Europa
- 1984 – LaserDisc, PolyGram Video 082 741-1, Stati Uniti d'America
- 1996 – CD (doppio), Vertigo Records 818 243-2, edizione rimasterizzata, collana «Dire Straits Remastered»
- 2010 – DVD, Universal Music 0602527336305, edizione restaurata e rimasterizzata
- 2010 – Blu-ray, Universal Music 0602527336312, edizione restaurata e rimasterizzata
- 2010 – CD (doppio), DVD, Universal Music 0602527336299, cofanetto in edizione limitata

### Annotazioni
1. ↑  Dato riferito alle edizioni in compact disc e in vinile.
2. ↑  Soltanto la parte finale del brano Solid Rock è tratta dallo spettacolo che ebbe luogo la sera precedente.
3. ↑  In realtà, come si evince dal filmato dell'esibizione, durante il concerto Mark Knopfler si avvalse di un numero cospicuo di strumenti diversi. Nel dettaglio, il musicista fece ricorso a:
  - una chitarra elettrica Schecter Custom Stratocaster con verniciatura rossa per interpretare i brani Once Upon a Time in the West, Expresso Love, Sultans of Swing e Going Home: Theme from Local Hero;
  - una Schecter Custom Stratocaster con verniciatura scura per Tunnel of Love e Telegraph Road;
  - una chitarra resofonica National Style O-14 Fret per Romeo and Juliet e per l'introduzione di Telegraph Road;
  - una chitarra elettroacustica Gibson Chet Atkins CEC per la coda strumentale di Romeo and Juliet, per Love over Gold e Private Investigations;
  - una chitarra elettrica Gibson SG per il pezzo Two Young Lovers;
  - una chitarra elettrica Schecter Custom Telecaster per Solid Rock.

### Fonti
1. ↑  (EN) Record News, in New Musical Express, 10 marzo 1984,  p. 40.
2. 1 2 3  (EN) Dire Straits – Alchemy: Dire Straits Live, su herbmusic.net, herbmusic.net. URL consultato il 24 gennaio 2017 (archiviato il 16 marzo 2016).
3. 1 2 3 4 5 6 7 8 9 10 11 12 13 14 15   Note di copertina di Alchemy: Dire Straits Live, Dire Straits, Universal Music, 0602527336299, CD (doppio) + DVD, 2010, cofanetto in edizione limitata.
4. 1 2 3 4  (EN) Jeroen van Tol, First Night at Hammersmith Odeon, su oneverybootleg.nl, On Every Bootleg. URL consultato il 24 gennaio 2017 (archiviato il 10 marzo 2016).
5. 1 2 3 4  (EN) Jeroen van Tol, Second Night at Hammersmith Odeon, su oneverybootleg.nl, On Every Bootleg. URL consultato il 24 gennaio 2017 (archiviato il 9 marzo 2016).
6. 1 2 3  (EN) ARIA Top 40 Music DVD, in The ARIA Report, 24 maggio 2010,  p. 23.
7. ↑  (PT) Dire Straits – Certificados, su Pro-Música Brasil. URL consultato il 19 gennaio 2021.
8. ↑  (EN) Dire Straits – Alchemy, su musiccanada.com, Music Canada. URL consultato il 24 gennaio 2017 (archiviato il 27 novembre 2015).
9. ↑  (FR) Les albums certifiés en 1984, su infodisc.fr. URL consultato il 24 gennaio 2017 (archiviato il 13 ottobre 2016).
10. ↑  (DE) Dire Straits – Alchemy – Gold-/Platin-Datenbank, su Bundesverband Musikindustrie. URL consultato il 19 gennaio 2023.
11. ↑  (PT) Top Oficial AFP, su artistas-espectaculos.com, Associação Fonográfica Portuguesa. URL consultato il 24 gennaio 2017 (archiviato dall'url originale il 15 luglio 2010).
12. ↑  (ES) Productores de Música de España, Sólo éxitos: año a año, 1959–2002, 1ª ed., ISBN 84-8048-639-2.
13. ↑  (EN) RIAA's Gold & Platinum Searchable Database: Alchemy, su riaa.com, Recording Industry Association of America. URL consultato il 24 gennaio 2017 (archiviato il 6 marzo 2016).
14. ↑  (NL) Goud/Platina, su nvpi.nl, Nederlandse Vereniging van Producenten en Importeurs van beeld- en geluidsdragers. URL consultato il 16 ottobre 2019 (archiviato dall'url originale il 23 agosto 2018). Digitare «Alchemy» nella casella di ricerca.
15. 1 2  (EN) BRIT Certified, su bpi.co.uk, British Phonographic Industry. URL consultato il 16 ottobre 2019. Selezionare le opzioni «Platinum» e «Albums»; digitare «Alchemy» nella casella di ricerca.
16. 1 2  Giancarlo Passarella (a cura di), Discografia, in Nannini e Ronconi, p. 227.
17. 1 2  (EN) Jeroen van Tol, Love over Gold, su oneverybootleg.nl, On Every Bootleg. URL consultato il 24 gennaio 2017 (archiviato il 7 marzo 2016).
18. 1 2 3  (EN) Alchemy: Dire Straits Live – Overview, su allmusic.com, AllMusic. URL consultato il 24 gennaio 2017 (archiviato il 6 maggio 2016).
19. 1 2 3  Giancarlo Passarella (a cura di), Discografia, in Nannini e Ronconi, pp. 224-225.
20. 1 2  (EN) Alchemy, su markknopfler.com, Mark Knopfler – Sito ufficiale. URL consultato il 24 gennaio 2017 (archiviato l'11 agosto 2016).
21. 1 2 3 4 5 6  Nannini e Ronconi, pp. 72-73.
22. 1 2   Gene Santoro, Cos'è che rende Mark Knopfler così speciale? Niente di particolare, a sentire lui..., in Chitarre, novembre 1987,  pp. 9-13.
23. 1 2 3 4  (EN) Dan Forte, Mark Knopfler of Dire Straits – Solid Rock, in Guitar Player, settembre 1984. URL consultato il 24 gennaio 2017 (archiviato il 24 marzo 2016).
24. 1 2 3 4 5 6 7 8  Paul Sexton,  They were different days.   Note di copertina di Alchemy: Dire Straits Live, Dire Straits [libretto], Universal Music, 0602527336299, CD (doppio) + DVD, 2010, cofanetto in edizione limitata.
25. 1 2   Note di copertina di Alchemy: Dire Straits Live, Dire Straits, Vertigo Records, 812 243-2, CD (doppio), 1996, edizione rimasterizzata.
26. ↑   Note di copertina di Alchemy: Dire Straits Live, Dire Straits, Vertigo Records, 812 243-1, LP (doppio), 1984, edizione europea.
27. ↑   Note di copertina di Sultans of Swing: The Very Best of Dire Straits, Dire Straits, Universal Music, 0602517008014, DVD, 2002, edizione internazionale.
28. ↑  Giancarlo Passarella (a cura di), Discografia, in Nannini e Ronconi, p. 226.
29. ↑  (EN) Elianne Halbersberg, Producer Chuck Ainlay on Recording Mark Knopfler, su premierguitar.com, Premier Guitar, 23 novembre 2009. URL consultato il 21 dicembre 2016 (archiviato il 28 aprile 2016).
30. ↑  (EN) Past Winners Search: Brothers in Arms, su grammy.com, Premi Grammy – Sito ufficiale. URL consultato il 21 dicembre 2016 (archiviato il 4 marzo 2016).
31. 1 2   Note di copertina di Alchemy: Dire Straits Live, Dire Straits, Universal Music, 0602527336312, Blu-ray, 2010, edizione restaurata e rimasterizzata.
32. 1 2 3  (EN)  «Alchemy: Dire Straits Live» DVD and Blu-ray out 10th May (comunicato stampa), Mark Knopfler News, maggio 2010.
33. ↑  (EN) Arena: Dire Straits, BBC Two, 22 dicembre 1980,  a 0 h 1 min 1 s.
34. ↑  (EN) Arena: Dire Straits, BBC Two, 22 dicembre 1980,  a 0 h 13 min 8 s.
35. ↑  (EN) Arena: Dire Straits, BBC Two, 22 dicembre 1980,  a 0 h 18 min 47 s.
36. ↑  (EN) Arena: Dire Straits, BBC Two, 22 dicembre 1980,  a 0 h 30 min 42 s.
37. ↑  (EN) Arena: Dire Straits, BBC Two, 22 dicembre 1980,  a 0 h 37 min 56 s.
38. ↑  (EN) Arena: Dire Straits, BBC Two, 22 dicembre 1980,  a 0 h 53 min 39 s.
39. ↑  Nannini e Ronconi, p. 127.
40. ↑  (EN) Arena: Dire Straits, BBC Two, 22 dicembre 1980,  a 0 h 5 min 35 s.
41. ↑  (EN) Arena: Dire Straits, BBC Two, 22 dicembre 1980,  a 0 h 50 min 18 s.
42. ↑  Nannini e Ronconi, p. 59.
43. 1 2  (EN) Jeroen van Tol, Alchemy (2 CD, remastered), su oneverybootleg.nl, On Every Bootleg. URL consultato il 22 dicembre 2016 (archiviato il 22 dicembre 2016).
44. 1 2  (EN) Alchemy – Brett Whiteley – Details, su artgallery.nsw.gov.au, Art Gallery of New South Wales. URL consultato il 22 dicembre 2016 (archiviato il 21 giugno 2016).
45. 1 2  (EN) Alchemy – Brett Whiteley – About, su artgallery.nsw.gov.au, Art Gallery of New South Wales. URL consultato il 22 dicembre 2016 (archiviato il 21 giugno 2016).
46. ↑   David Nieri, Mark Knopfler – The Long Highway, in Buscadero, gennaio 2005,  pp. 38-43.
47. 1 2  (NL) Dire Straits – Alchemy: Dire Straits Live, su dutchcharts.nl, Dutch Charts. URL consultato il 22 dicembre 2016 (archiviato il 22 dicembre 2016).
48. 1 2  (EN) Dire Straits – Alchemy: Dire Straits Live, su charts.org.nz, Charts New Zealand. URL consultato il 23 dicembre 2016 (archiviato il 23 dicembre 2016).
49. 1 2  (EN) Official Albums Chart Top 100: 18th March 1984 – 24th March 1984, su officialcharts.com, Official Charts Company. URL consultato il 28 dicembre 2016 (archiviato il 22 novembre 2015).
50. 1 2  (DE) Dire Straits – Alchemy: Dire Straits Live, su hitparade.ch, Schweizer Hitparade. URL consultato il 23 dicembre 2016 (archiviato il 2 agosto 2016).
51. ↑  (DE) Dire Straits – Alchemy: Dire Straits Live, su austriancharts.at, Austrian Charts. URL consultato il 28 dicembre 2016 (archiviato il 19 aprile 2016).
52. ↑  (EN) 100 Albums: Canada's Only National 100 Albums Survey, in RPM, 19 maggio 1984,  p. 8.
53. ↑  (FR) Le détail des albums de chaque artiste, su infodisc.fr. URL consultato il 25 febbraio 2018. Selezionare «Dire Straits», dunque premere «OK».
54. ↑  (DE) Top 100 Longplay, su officialcharts.de, Offizielle Deutsche Charts. URL consultato il 24 gennaio 2017 (archiviato dall'url originale il 7 luglio 2014).
55. ↑  (EN) Dire Straits – Alchemy: Dire Straits Live, su norwegiancharts.com, Norwegian Charts. URL consultato il 28 dicembre 2016 (archiviato il 2 novembre 2014).
56. ↑  (EN) Alchemy: Dire Straits Live – Billboard Albums, su allmusic.com, AllMusic. URL consultato il 24 gennaio 2017 (archiviato dall'url originale il 22 maggio 2016).
57. ↑  (EN) Dire Straits – Alchemy: Dire Straits Live, su swedishcharts.com, Swedish Charts. URL consultato il 28 dicembre 2016 (archiviato il 28 dicembre 2016).
58. ↑  (DE) Austria Top 40 – Musik-DVDs Top 10 04.06.2010, su austriancharts.at, Austrian Charts. URL consultato il 13 dicembre 2016 (archiviato il 13 dicembre 2016).
59. ↑  (NL) Ultratop 10 Muziek-DVD, su ultratop.be, Ultratop. URL consultato il 13 dicembre 2016 (archiviato il 4 aprile 2016).
60. ↑  (FR) Ultratop 10 DVD Musicaux, su ultratop.be, Ultratop. URL consultato il 13 dicembre 2016 (archiviato il 13 dicembre 2016).
61. ↑  (DA) Musik DVD Top-10, su hitlisterne.dk, IFPI Denmark. URL consultato il 24 gennaio 2017 (archiviato dall'url originale il 12 aprile 2013).
62. ↑  (FI) Suomen virallinen lista – Musiikki DVD:t 20/2010, su ifpi.fi, Musiikkituottajat – IFPI Finland. URL consultato il 28 dicembre 2016 (archiviato il 22 ottobre 2016).
63. ↑   Classifica settimanale WK 20 (dal 17 maggio 2010 al 23 maggio 2010), su fimi.it, Federazione Industria Musicale Italiana. URL consultato il 25 febbraio 2018 (archiviato il 25 febbraio 2018).
64. ↑  (EN) Top 10 Music DVDs, su rianz.org.nz, Recording Industry Association of New Zealand. URL consultato il 24 gennaio 2017 (archiviato dall'url originale il 14 aprile 2013).
65. ↑  (NL) DVD Music Top 30, su dutchcharts.nl, Dutch Charts. URL consultato il 28 dicembre 2016 (archiviato il 22 ottobre 2016).
66. ↑  (EN) Official Music Video Chart Top 50: 16th May 2010 – 22nd May 2010, su officialcharts.com, Official Charts Company. URL consultato il 13 dicembre 2016 (archiviato il 13 dicembre 2016).
67. ↑  (EN) Dire Straits – Alchemy Live DVD, su spanishcharts.com, Spanish Charts. URL consultato il 28 dicembre 2016 (archiviato il 28 dicembre 2016).
68. ↑  Nannini e Ronconi, p. 53.
69. ↑   Note di copertina di Alchemy: Dire Straits Live, Dire Straits, Universal Music, 0602527336305, DVD, 2010, edizione restaurata e rimasterizzata.